# 赤老温恺赤
赤老温恺赤（羅馬化：Čila'un Qayiči），出身札阿惕·札剌亦儿部贵族，12世纪末效力于成吉思汗。《元史》等汉文史籍记作赤老温愷赤，《元朝秘史》记作赤剌温·孩亦赤。赤老温在蒙古语中意为“石”，愷赤意为“箭头”，合起来意为“石镞”。

## 生平
1196年，成吉思汗欲讨伐世仇塔塔儿部时，其麾下主儿勤部拒绝出兵。随后，成吉思汗联合克烈部与金朝，在乌尔匝河之战中击败塔塔儿部，回师后又歼灭了拒绝出兵的主儿勤部。主儿勤部游牧地被成吉思汗夺取后，札阿惕·札剌亦儿部贵族孔溫·窟哇、赤老温·恺赤、者卜客三人归降，三人原本隶属于主儿勤部，主儿勤灭亡后转而向成吉思汗宣誓效忠，赤老温·恺赤带着两个儿子秃格和合失归降成吉思汗。《元史》还提到他另有一子搠阿。孔溫·窟哇之子木华黎后来成为成吉思汗麾下名将，官至蒙古帝国最高统帅，其家族世代担任高官。赤老温·恺赤家族虽不及木华黎家族显赫，却也涌现出多位朝廷重臣。

## 家族
- 父亲：帖列格秃·伯颜
  - 大哥：孔溫·窟哇
    - 侄：佚名
    - 侄：佚名
    - 侄：木华黎
      - 侄孙：孛鲁

    - 侄：不合
      - 侄孙：忙哥

    - 侄：带孙
      - 侄孙：秃满带
      - 侄孙：茶阿台

  - 赤老温恺赤（Čila'un qayiči ）
    - 长子：秃格（Tüge），据《元朝秘史》记载，秃格随父赤老温恺赤、弟合失一同归降成吉思汗，后任千户长
      - 孙：不吉歹（Bügidei），担任怯薛（亲卫队）队长[3]

    - 次子：合失（Qaši ），《元朝秘史》记载其随父兄归降，但具体事迹不详
    - 三子：搠阿（Čo'a），《元朝秘史》未提及，据《元史·卷124·蒙克萨尔传》记载，他被成吉思汗任命为箭筒士（Qorči），以骑射闻名
      - 孙：那海（Noqai），效力于成吉思汗，因功获封洛阳175户
        - 曾孙：大断事官忙哥撒儿（Möngkeser、منكاسار/munkāsār），蒙哥汗的亲信，蒙哥即位后成为其首席大臣，权倾一时
          - 万户長 脱欢（Toγon）
          - 脱儿赤（Dorǰi）
            - 明礼帖木儿（Mengli temür）

          - 也先帖木儿（Esen temür）
            - 哈剌合孫（Qarγasun）

          - 帖木儿不花（Temür buqa）
            - 中書右丞相 伯答沙（Pādišāh）

          - Hinduqur（هندقور/hindūqūr）

  - 三弟：者卜客